# Hal Caswell
Hal Caswell (* 27. April 1949) ist ein amerikanischer theoretischer Biologe, der sich hauptsächlich mit ökologischen und demografischen Fragestellungen befasst. Seit 2013 forscht und lehrt er an der Universität von Amsterdam, nachdem er zuvor über 30 Jahre an der Woods Hole Oceanographic Institution verbracht hatte.

## Werdegang
Caswell studierte an der Michigan State University, erhielt dort 1971 seinen Bachelor of Science, ehe er 1974 im Fachbereich Zoologie zum Ph.D. promoviert wurde. Nach seinem Abschluss verbrachte er ein weiteres Jahr als wissenschaftlicher Mitarbeiter an der MSU, bevor er 1975 an die University of Connecticut wechselte, wo er bis 1982 als Assistenzprofessor tätig war. Im Anschluss kehrte er nach Massachusetts zurück, wo er fortan an der Woods Hole Oceanographic Institution, die mit dem Massachusetts Institute of Technology assoziiert ist, als Wissenschaftler wirkte. Caswell war über 30 Jahre in Woods Hole tätig, bis er im Jahre 2013 einem Ruf an die Universität von Amsterdam folgte, wo er seither als Professor für mathematische Demografie und Ökologie (Professor of Mathematical Demography and Ecology) lehrt und forscht.

## Wissenschaftliches Schaffen
Caswell befasst sich mit den Schnittstellen von Theoretischer Biologie und Ökologie, so entwickelt er auf Matrizen basierende Modelle zur Betrachtung von Populationen von Tieren, Pflanzen, aber auch der menschlichen Bevölkerung (Demografie). Einen weiteren Schwerpunkt bilden stochastische Aspekte der Ökologie, beispielsweise die zufällige Schwankungen und individuelle Heterogenität in Populationen bzw. Bevölkerungen.

## Ehrungen
Bereits 1985 wurde Caswell in die American Association for the Advancement of Science gewählt, zudem war er 1989/90 Guggenheim-Fellow. Im Jahre 2000 wählte man ihn in die American Academy of Arts and Sciences, ebenso wie 2014 in die Ecological Society of America. Darüber hinaus hält Caswell seit 2013 eine Ehrenprofessur an der Syddansk Universitet und wurde 2014 mit dem Mindel C. Sheps Award der Population Association of America geehrt.